# Nepal op de Olympische Winterspelen 2002
Tijdens de Olympische Winterspelen van 2002 die in Salt Lake City werden gehouden nam Nepal deel met 1 sporter. Er werden geen medailles veroverd.
De Winterspelen van 2002 waren de eerste winterspelen waar Nepal aan deelnam. Jay Khadka nam voor zijn land deel aan het onderdeel langlaufen.

## Deelnemers en resultaten
(m) = mannen, (v) = vrouwen 

### Langlaufen
| Olympiër   | Discipline                    | Resultaat | Prestatie                                                       |
| ---------- | ----------------------------- | --------- | --------------------------------------------------------------- |
| Jay Khadka | sprint (m)                    | 69e       | dnq, kwal.:4.48,42 (+1.58,4)                                    |
| Jay Khadka | achtervolging 10 km+10 km (m) | 79e       | niet geplaatst vrije stijl (klassiek:44.20,3 + vrije stijl:dnq) |

Amerikaanse Maagdeneilanden · Andorra · Argentinië · Armenië · Australië · Azerbeidzjan · België · Bermuda · Bosnië en Herzegovina · Brazilië · Bulgarije · Canada · Chili · China · Chinees Taipei · Costa Rica · Cyprus · Denemarken · Duitsland · Estland · Fiji · Finland · Frankrijk · Georgië · Griekenland · Groot-Brittannië · Hongarije · Hongkong · Ierland · IJsland · India · Iran · Israël · Italië · Jamaica · Japan · Joegoslavië · Kameroen · Kazachstan · Kenia · Kirgizië · Kroatië · Letland · Libanon · Liechtenstein · Litouwen · Macedonië · Mexico · Moldavië · Monaco · Mongolië · Nederland · Nepal · Nieuw-Zeeland · Noorwegen · Oekraïne · Oezbekistan · Oostenrijk · Polen · Roemenië · Rusland · San Marino · Slovenië · Slowakije · Spanje · Tadzjikistan · Thailand · Trinidad en Tobago · Tsjechië · Turkije · Venezuela · Verenigde Staten · Wit-Rusland · Zuid-Afrika · Zuid-Korea · Zweden · Zwitserland

Uitgesloten van deelname: Puerto Rico